# استنلی واگنر
استنلی واگنر (انگلیسی: Stanley Wagner; ۲ مارس ۱۹۰۸ – ۱۱ اکتبر ۲۰۰۲) بازیکن هاکی روی یخ، و خلبان اهل کانادا بود.